# NGC 6542
NGC 6542 ist eine 13,3 mag helle linsenförmige Zwerggalaxie vom Hubble-Typ S0/a im Sternbild Drache am Nordsternhimmel. Sie ist schätzungsweise 39 Millionen Lichtjahre von der Milchstraße entfernt und hat einen Durchmesser von etwa 10.000 Lichtjahren.
Das Objekt wurde am 22. Juli 1886 von Lewis A. Swift entdeckt.